# Art mobilier

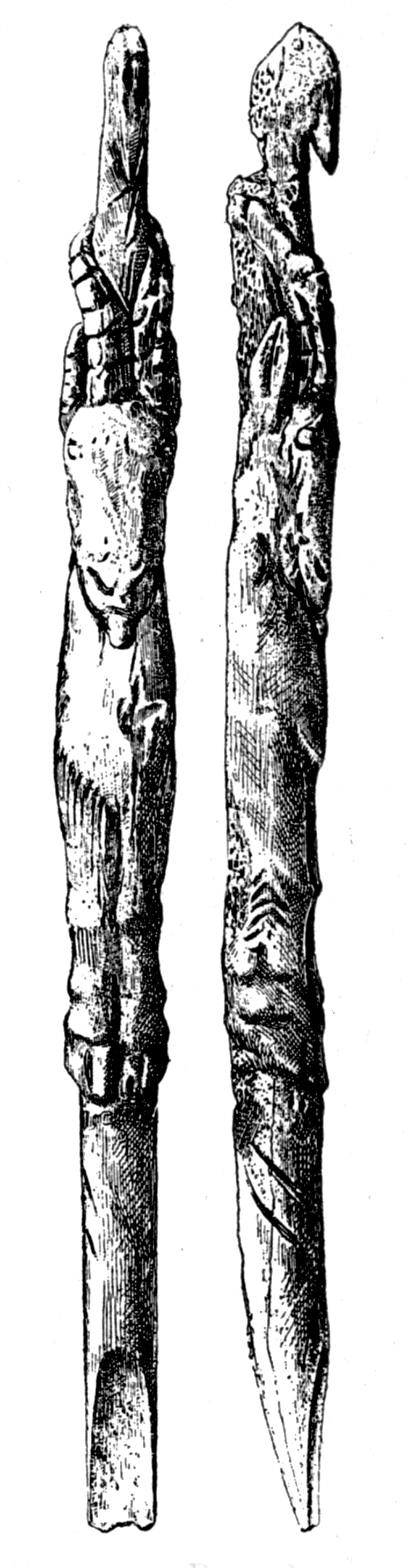
Propulseur sculpté du Mas d'Azil.

Dans le cadre de l'étude de l'art préhistorique, l'expression art mobilier ou « art des objets » désigne l'ensemble de la production par l'homme d'œuvres d'art (soit les artefacts qui peuvent aujourd'hui être considérés comme tels) sur objets de dimensions limitées, donc mobiles ou déplaçables (objets de parure, décoration d'objets utilitaires, statuettes).
Ce domaine est équivalent au Kleinkunst allemand (littéralement le « petit art ») et au portable art anglais.
De manière générale, le mobilier se distingue de la statuaire monumentale et de l'architecture, quoiqu'il concerne la « petite plastique » et la décoration.

## Caractéristiques
Pour les préhistoriens, et en fonction du support matériel, l'art mobilier s'oppose à l'art pariétal (art des grottes ou cave art), à l'art rupestre (art sur rocher ou rock art) mais aussi à l'art sur bloc, moins facilement déplaçable.
L'art mobilier est très diversifié et comprend des objets sans fonction d'utilité évidente, comme les plaquettes gravées ou les Vénus, ainsi que des objets utilitaires décorés. Pour ces derniers, de façon schématique, le décor est d'autant plus élaboré que les objets étaient destinés à durer (lampes en terre gravées de signes, propulseurs, bâtons percés, etc.). Les objets à durée de vie brève (pointes de sagaies) ne portaient le plus souvent que des décorations simples, composées de motifs géométriques par exemple.
Le préhistorien Emmanuel Anati a recensé 100 000 objets d'art mobilier dans le monde. La mondialisation de l'archéologie préhistorique dans la seconde moitié du XXe siècle n'efface pas son eurocentrisme initial, expliquant que plus de 80 % de ces objets « sont concentrés sur les trois continents de l'Ancien Monde : l'Afrique, l'Asie et l'Europe ». La perspective francocentrée (les savants français du XIXe siècle faisant de la France le « berceau de la Préhistoire ») explique de même que « la moitié des quelque 34 000 objets connus en Europe provient de France, dont plus de 50 % du Périgord ».

## Datation
La datation des œuvres d'art se heurte aux difficultés propres à l'art préhistorique. Les méthodes archéologiques de datation peuvent permettre de les associer avec des cultures ou des périodes particulières grâce à des datations directes et indirectes. La datation absolue qui s'applique plus rarement, utilise plusieurs techniques : radiodatation de certaines patines de traits gravés, datation au carbone 14 de matériaux organiques, de cristaux d'oxalate de calcium dans les biofilms se développant sur les peintures et gravures. La datation relative permet d'obtenir des fourchettes chronologiques en s'appuyant sur la combinaison des données concernant les contextes archéologiques (avec notamment la stratigraphie (en) qui étudie la superposition des couches archéologiques), sur l'approche stylistique (typologie stylistique globale ou à caractère régional qui peuvent apporter une contribution aux analyses chronologiques) et la sériation (en),.